# Marvelous (azienda)

Logo della società dal 2011 al 2014

Marvelous Inc. (株式会社マーベラス?, Kabushiki gaisha Māberasu) è una casa produttrice di videogiochi e anime giapponese, fondata nel 2011 come risultato della fusione di Marvelous Entertainment con AQ Interactive e Liveware. Inizialmente chiamata  Marvelous AQL, la società ha assunto l'attuale denominazione il 1º luglio 2014.

## Società controllate
- Entersphere (株式会社エンタースフィア): Il 21 dicembre 2011 Marvelous AQL annunciò che Entersphere sarebbe diventata una sua filiale. Entersphere è ufficialmente diventata una società controllata da Marvelous AQL l'11 gennaio 2012.
- MAQL Europe Limited: Il 22 dicembre 2011 Marvelous AQL ha annunciato l'istituzione di MAQL Europe Limited come società di sviluppo di giochi online, fondata poi nell'aprile 2012 ed operante a Tunbridge Wells, nel Regno Unito.
- XSEED Games: Una società già controllata da AQ Interactive e precedentemente nota come XSEED JKS. Il 7 maggio 2013, Marvelous AQL ha annunciato la ridenominazione di XSEED JKS in Marvelous USA, dopo aver acquistato la Index Digital Media ed averla trasferita in XSEED JKS il 31 marzo 2013.
- Artland (株式会社アートランド): Società produttrice di anime già controllata da Marvelous Entertainment.
- LINKTHINK  (株式会社リンクシンク): Società precedentemente controllata da AQ Interactive.

## Videogiochi

### Nintendo 3DS
- Lord of Magna: Maiden Heaven
- Kaio: King of Pirates (sviluppato da Comcept)
- Harvest Moon: A New Beginning
- PoPoLoCrois Bokumonogatari
- Rune Factory 4 (sviluppato da Neverland)
- Senran Kagura Burst
- Senran Kagura 2: Deep Crimson
- Story of Seasons

### Nintendo Wii
- La via della fortuna
- Harvest Moon: Animal Parade
- Harvest Moon: Tree of Tranquility
- Rune Factory Frontier (sviluppato da Neverland)
- Rune Factory: Tides of Destiny (sviluppato da Neverland)
- Valhalla Knights: Eldar Saga

### Nintendo Switch
- Daemon X Machina
- Fate/Extella: The Umbral Star
- Senran Kagura: Peach Ball
- Senran Kagura Reflexions
- Fate/Extella Link
- God Eater 3
- Doraemon Story of Seasons (sviluppato da Marvelous in collaborazione con Brownies; pubblicato da Bandai Namco in tutte le regioni)
- Rune Factory 4 Special (sviluppato da Hakama con gli ex dipendenti di Neverland)
- No More Heroes (Engine Software; originariamente sviluppato da Grasshopper Manufacture)
- No More Heroes 2: Desperate Struggle (Engine Software; originariamente sviluppato da Grasshopper Manufacture)
- No More Heroes III (sviluppato da Grasshopper Manufacture)
- Rune Factory 5 (sviluppato da Hakama)
- Story of Seasons: Friends of Mineral Town
- Story of Seasons: Pioneers of Olive Town
- Monster Hunter Stories 2: Wings of Ruin (co-sviluppato e pubblicato da Capcom)

### PlayStation 3
- Rune Factory: Tides of Destiny (sviluppato da Neverland)
- Nitroplus Blasterz: Heroines Infinite Duel (sviluppato da Examu e co-pubblicato con Nitroplus)

### PlayStation Portable
- English Detective Mysteria
- Fate/Extra
- Fate/Extra CCC
- Valhalla Knights
- Valhalla Knights 2

### PlayStation Vita
- Browser Sangokushi Next (PlayStation Network)
- IA/VT Colorful
- Muramasa: Rebirth
- New Little King's Story (sviluppato / pubblicato da Konami)
- Senran Kagura: Bon Appétit!
- Senran Kagura: Shinovi Versus
- Soul Sacrifice (co-sviluppato / pubblicato da Sony Computer Entertainment)
- Soul Sacrifice Delta (co-sviluppato / pubblicato da Sony Computer Entertainment)
- Uppers
- Valhalla Knights 3 (sviluppato da K2 LLC)
- Valhalla Knights 3 Gold
- Half-Minute Hero: The Second Coming (sviluppato da Opus)
- Senran Kagura: Estival Versus

### PlayStation 4
- Senran Kagura: Estival Versus
- Nitroplus Blasterz: Heroines Infinite Duel (sviluppato da Examu e co-pubblicato con Nitroplus)
- Senran Kagura: Peach Beach Splash

### Browser game
- Logres of Swords and Sorcery

### Microsoft Windows
- Half-Minute Hero: Super Mega Neo Climax Ultimate Boy
- Skullgirls
- Half-Minute Hero: The Second Coming (sviluppato by Opus)
- Daemon X Machina

### Mobile
- RunBot (sviluppato da Bravo Game Studios)
- Puzzle Coaster (sviluppato da Bravo Game Studios)
- Eyes Attack (sviluppato da Alexander Murzanaev)

## Anime
- Aura: Maryūin Kōga saigo no tatakai
- Nekogami Yaoyorozu
- Suite PreCure: Take it back! The Miraculous Melody that Connects Hearts!
- Jinrui wa suitai shimashita
- Il principe del tennis II
- Princess Tutu
- Ring ni Kakero 1: Shadow
- Saint Beast: Kouin Jojishi Tenshi Tan
- Senran Kagura
- Tokyo Majin
- Tokyo Majin Gakuen Kenpucho: Tou 2nd Act
- We Without Wings: Under the Innocent Sky